# 天主教拉韋加教區
天主教拉韋加教區（拉丁語：Dioecesis Vegensis）是多明尼加共和國一個羅馬天主教教區，屬聖地牙哥總教區。
教區1953年9月23日成立，管轄範圍包括拉維加省、主教·瑙黎省、桑切斯·拉米斯省和米拉貝姐妹省。2004年有教友610,881人，佔轄區總人口69.4%。教區下轄六十個堂區，有六十九名司鐸。現任教區主教為安多尼·卡米洛·岡薩雷斯。